# Pirmin Pockstaller
Pirmin Pockstaller, původním jménem Matthäus Pockstaller (4. září 1806 Jenbach – 21. dubna 1875 Fiecht), byl rakouský římskokatolický duchovní a politik německé národnosti z Tyrolska, v 2. polovině 19. století poslanec Říšské rady.

## Biografie
Studoval gymnázium a filozofii. V roce 1828 vstoupil do benediktinského kláštera Fiecht. V roce 1830 složil řádový slib a v letech 1830–1832 studoval teologii v Brixenu. Roku 1832 byl vysvěcen na kněze. V letech 1833–1834 působil potom jako kooperátor na faře Achental. V roce 1834 (podle jiného zdroje 29. ledna 1833) se stal opatem ve Fiechtu. Zabýval se studiem dějin kláštera a uspořádal klášterní archiv. V roce 1843 docílil znovuotevření klášterní školy. Patřil mezi iniciátory vzniku turistického ruchu v regionu.
V roce 1861 a znovu 1867 byl zvolen na Tyrolský zemský sněm za kurii duchovních korporací (prelátů). Zemský sněm ho 1. března 1867 zvolil i do Říšské rady. Na mandát v Říšské radě rezignoval v roce 1868 a nahradil ho Cölestin Brader. Zemským poslancem byl rovněž do roku 1868.